# Cryptus capitatus
Cryptus capitatus är en stekelart som beskrevs av Statz 1938. Cryptus capitatus ingår i släktet Cryptus och familjen brokparasitsteklar. Inga underarter finns listade i Catalogue of Life.